# ㆍ
ㆍは、ハングルを構成する母音字母のひとつ。現在は使用されない古いハングル字母である。呼称はアレア（아래아）。1933年の朝鮮語綴字法統一案によって廃止された。
歴史的には、配列順は『訓民正音』当時は母音字母としては最初、『訓蒙字会』では母音字母としては最後の11番目であった。

## 音声
『訓民正音』では舌が縮まり、声が深い音とされている。世宗序では「如呑字中聲」と規定されている。その音価は/ㅏ/と/ㅗ/の中間の音で、非円唇後舌半広母音[ʌ]であったと推測されている。
その第2音節以下で使われた音価は、16世紀末頃に、/ㅡ/へと変化し、第1音節での音価は18世紀中頃に/ㅏ/へと変化した。ただし、唇音と歯音の間あるいは歯音と唇音の間では/ㅜ/に変化したものが多い。また/ㅓ/や/ㅣ/の音に変化したような例もある。
なお音自体は他の母音へと変化したが、表記としては20世紀初頭まで用いられていた。
以上のように現在では標準語の音韻体系からはなくなったが、済州方言に円唇後舌広母音[ɒ]として残存している。

## 字形
『訓民正音』制字解によるとその丸い字形は天を象ったものとされ、天を表す陽母音の基本字とされる。

### 造字
中性母音の字母と組み合わさって ㆎ が作られた（
ㆍ + ㅣ）。この字母は下降二重母音[ʌi̯]を表したと推定される。
また、ㆍは造字の基本となる天・地・人を表す3つの基本字の一つでもある。母音字母の造字において絶対的な役割を果たしており、基本字母ㅏ ㅑ ㅓ ㅕ ㅗ ㅛ ㅜ ㅠの短い棒はもともとこの字母に由来する。ㆍが上と右に置かれたときは陽母音であり、下と左に置かれたときは陰母音とされた。

## 名称
古くは『訓蒙字会』（1527年）では「思（現発音は사、サ）」の初声を除いた発音で呼ばれていた。後に音価が/ㅏ/ [a]と区別がなくなったが、字母の配置においてㅏが初声字の右側に置かれたのに対し、ㆍは初声字の下側に置かれたので、アレア（下のア）と呼ばれるようになった。

## 文字コード
| 名称                   | 種類   | コード | HTML実体参照コード | 表示 |
| HANGUL LETTER ARAEA    | 単体   | U+318D | &#12685;           | ㆍ   |
| HANGUL JUNGSEONG ARAEA | 中声用 | U+119E | &#4510;            | ᆞ     |